# Sa Comuna
Sa Comuna o es Puig de sa Bassa es una montaña mallorquina situada en la Sierra de Tramontana (Islas Baleares, España). Es muy frondosa y está situada entre los términos municipales de Sóller y Fornaluch, y de ahí precisamente viene el nombre de Comuna, por ser común a ambos municipios.

## Descripción
Esta montaña tiene una altitud máxima de 820 metros, aunque su mayor superficie está comprendida entre la cota 300 y la 600.
Su pluviometría es algo mayor que la registrada en Sóller y no es extraño ver Sa Comuna cubierta de nieve un par de veces al año.
Ha sido y sigue siendo escenario de actividades humanas. Hasta hace pocos años, tenía un crematorio controlado de basuras que posteriormente fue desplazado a Sa Figuera.
En la zona de Sóller, en cotas aún bajas (150 m s. n. m.) subiendo hacia Sa Comuna encontramos el Santuario de Sa Capelleta, un pequeño convento con una iglesia asociada donde moran monjas de clausura.
En la cota 520, consta de un área recreativa llamada S´Alzina fumadora que sirve de lugar de recreo para todo excursionista que visita la sierra.
En la anterior legislatura, el gobierno del Partido Popular de Fornaluch renovó el área recerativa aumentando las instalaciones de mesas e instalando un pequeño parque para niños.
El 16 de marzo de 2008 un incendio en principio controlado por los cazadores acabó descontrolándose debido al viento y a la baja humedad, y sus ecos no se apagaron hasta 4 días más tarde, calcinando 20 hectáreas, afortunadamente solamente de roca y carrizo de una zona inaccesible próxima a la cima, sin verse afectada la zona más frondosa.
Dicho incendio supuso la iniciativa para el verano de 2009, de la construcción de un helipuerto para prevenir futuros incendios.
Cabe destacar que Comuna es un término muy habitual para designar montañas en la geografía balear, pues encontramos esa toponimia en localidades como Andrach, Buñola, Fornaluch, Algaida o Alcudia.